# North Harbour (Avalon)
North Harbour is een plaats in de Canadese provincie Newfoundland en Labrador. Het dorp bevindt zich in het zuidoosten van het eiland Newfoundland.

## Geografie
North Harbour bevindt zich aan de centrale zuidkust van het schiereiland Avalon, in het uiterste zuidoosten van Newfoundland. De plaats is gelegen aan de oevers van de gelijknamige baai die een noordelijke zijarm is van de grote St. Mary's Bay. De bebouwing is verspreid over een drietal kilometer langs de westelijke zijde van de zeearm. Het is een lintdorp langs provinciale route 92, die de kustlijn volgt.
Aan de overkant van de smalle zeearm ligt North Harbour South, een erg gelijkaardig lintdorp aan een doodlopende aftakking van Route 92. Behalve dit vlakbij gelegen gehucht zijn op het vlak van rijafstand de meest nabijgelegen plaatsen het noordelijker gelegen Colinet (minimaal 9 km) en het zuidelijker gelegen Branch (minimaal 40 km).

## Demografie
Demografisch gezien kent de designated place North Harbour, net zoals de meeste kleine plaatsen op Newfoundland, al decennia een dalende trend. Tussen 1991 en 2021 daalde de bevolkingsomvang van 150 naar 62. Dat komt neer op een daling van 88 inwoners (-58,7%) in 30 jaar tijd.
| Demografische ontwikkeling van North Harbour tussen 1991 en 2021 |
| ---------------------------------------------------------------- |
|                                                                  |
| Bron: Statistics Canada (1991–1996, 2001–2006, 2011–2016, 2021)  |

In 2021 telde de plaats 51 woningen waarvan er 34 permanent bewoond waren. Volgens de volkstelling van datzelfde jaar hadden alle inwoners het Engels als moedertaal.
North Harbour South wordt niet tot de designated place North Harbour gerekend.